# Приокский (Нижегородская область)
Приокский — опустевший посёлок железнодорожного разъезда в городском округе Навашинский Нижегородской области.

## География
Расположен в 4 км по прямой на северо-запад от города Навашино у железнодорожной линии Муром — Арзамас.

## Население
Постоянное население не было учтено как в 2002 году, так и в 2010.